# Пољарни
Пољарни (рус. Полярный) град је на крајњем северозападу европског дела Руске Федерације. Налази се на крајњем северу Мурманске области и административно припада њеном Александровском округу чији је уједно и административни центар. У граду се налази једна од најважнијих база руске Северне флоте, а сам град, баш као и цео округ, има статус затвореног војничког града. У бази војно-морског-флота Русије (ВМФ) налази се дивиозион миноловаца.
Званичан статус града има од 1899. године. Према проценама националне статистичке службе за 2017. у граду је живело 17.568 становника.
У мају 2008. указом Председника Руске Федерације граду Пољарном је додељено почасно признање „Град војничке славе”.

## Географија
Град Пољарни налази се у северном делу Мурманске области у зони субарктичке климе у зони тундре. Град је смештен на обали природне луке на западној обали Кољског залива − Јекатерињинске луке, која је захваљујући свом погодном природном положају целе године слободна од леда. Лука је маленим Јекатерињинским острвом, које је одваја од отвореног мора, природно заштићена, дугачка је око 4 километра и максималне ширине од свега око 500 m. Дубина воде у луци креће се од 4 до 50 m и слободна је од леда и током најхладнијих зима (максимална дебљина леда на површини и током најхладнијих зима не прелази 5 сантиметара).
Град се налази на око 30 километара северно од Мурманска, а најближа насеља су Олењаја Губа (око 3 километра западније) и Снежногорск (око 9 километара југозападније).

## Историја
Године 1894. у Јекатерињинском заливу је боравио тадашњи министар финансија Руске Империје Сергеј Вите који је увидевши стратешке предности тог природног залива императору Николају II предложио оснивање трговачке луке на том локалитету. Две године касније, у лето 1896, подигнуте су прве грађевине и саграђена је трговачка лука која је добила званичан назив Александровск на Мурману. Према једној верзији новоосновано насеље добило је име у части императора Александра III који је преминуо две године раније, иако је много извесније да је насеље име добило по царици Александри Фјодоровној, супрузи императора Николаја.
Ново лука је успела да се развије за релативно кратко време и већ три године након оснивања, 24. јуна 1899, насеље је добило званичан административни статус града. Заједно са статусом града, Александровск постаје и административним центром Александровског округа Архангељске губерније (административно седиште је пресељено из Коле). Почетком 20. века у граду је живело око 500 становника, постојала је православна црква и школа, а имао је и електричну енергију.
Нове совјетске власти су 1926. град административно деградирале на ниво руралне заједнице, претворивши га у административни центар новооснованог општинског сеоског рејона. Већ 1931. град је преименован, прво као Пољарноје, а садашњи назив добија 1939. године када му је уједно и враћен званичан статус града.
Током Великог отаџбинског рата у Пољарном се налазила главна база совјетске Северне флоте (након рата пресељена у Североморск).
Указом Председника Руске Федерације од 5. маја 2008. граду Пољарном је додељено почасно признање „Град војничке славе”. 2019. у граду је постављена биста Александру III.

## Становништво
Према подацима са пописа становништва 2010. у граду је живело 17.293 становника, док је према проценама националне статистичке службе за 2017. град имао 17.568 становника.
| 1910. | 1959.  | 1970.  | 1979.  | 1989.  | 2002.  | 2010.  | 2017.  | 2018.  | 2019.  | 2020.  | 2021.  |
| ----- | ------ | ------ | ------ | ------ | ------ | ------ | ------ | ------ | ------ | ------ | ------ |
| 524   | 11.354 | 15.321 | 20.015 | 27.635 | 18.552 | 17.293 | 17.568 | 17.650 | 17.605 | 17.494 | 17.280 |

По броју становника град Пољарни се 2017. налазио на 730. месту од 1.112 званичних градова Русије.

## Култура
Главни градски историјско-регионални музеј се налази у центру града, саграђен 1938. Поред музеја се налази музеј војне технике, постављен 2020. на месту старијег Дома официра. У граду се налауи и културни центар Север, пет градских библиотека и напуштени Дом официра, где би требао бити саграђен трговски центар.
1999. постављена је цркца св. Николаја Чудотворца (део Северноморске епархије).

## У популарној култури
- у новели Тома Кленсија Лов на Црвени октобар (1984.) из морнаричке базе Пољарни креће најновија совјетска нуклеарна подморница типа Тајфун (руска ознака 941 «Акула») која плови према Сједињеним Америчким Државама. По истоименом роману снимљен је и филм Лов на Црвени октобар (1990.)

- у акцијском трилеру Ловац-убица (енгл. Hunter Killer) (2018.), режисера Донована Марша, у Пољарном се дешава покушај државног удара против руског председника, док је обилазио морнаричку базу у Пољарном